# Luigi Chiesa
Luigi Chiesa (Torino, ... – ...; fl. XX secolo) è stato un attore italiano del cinema muto.

## Filmografia
- Alibi atroce, regia di Luigi Maggi - cortometraggio (1910)
- Il bersaglio vivente, regia di Luigi Maggi - cortometraggio (1913)
- La tratta dei fanciulli - cortometraggio (1913)
- La lampada della nonna, regia di Luigi Maggi - cortometraggio (1913)
- I promessi sposi, regia di Eleuterio Rodolfi (1913)
- Il notturno di Chopin, regia di Luigi Maggi - cortometraggio (1913)
- Le due madri, regia di Mario Caserini - cortometraggio (1913)
- Il sogno di Aissa, regia di Luigi Maggi - cortometraggio (1913)
- Cenerentola - regia di Eleuterio Rodolfi - cortometraggio (1913)
- Il castello del diavolo - cortometraggio (1913)
- La legge del compenso - cortometraggio (1913)
- Ah! Che avventura!, regia di Eleuterio Rodolfi - cortometraggio (1913)
- Mater dolorosa, regia di Mario Caserini - cortometraggio (1913)
- L'angelo della miniera, regia di Gino Zaccaria - cortometraggio (1914)
- Delenda Carthago! (Tragedia dell'età antica), regia di Luigi Maggi (1914)
- L'anniversario, regia di Riccardo Tolentino (1914)
- La mamma è morta - cortometraggio (1914)
- Sesso debole, regia di Carlo Campogalliani - cortometraggio (1914)
- La puledra bianca, regia di Riccardo Tolentino - cortometraggio (1914)
- La gerla di papà Martin, regia di Eleuterio Rodolfi - cortometraggio (1914)
- Il mistero della sigla, regia di Mario Voller-Buzzi (1914)
- Fiore reciso (1914)
- Il mio bimbo - cortometraggio (1915)
- Passione che travolge, regia di Ottone Merckel (1915)
- La giustizia di Dio, regia di Ottone Merckel (1915)
- Estremo convegno, regia di Mario Voller-Buzzi (1915)
- Verso l'aurora, regia di Mario Voller-Buzzi - cortometraggio (1916)
- La piccola infermiera della Croce Rossa, regia di Giovanni Enrico Vidali - cortometraggio (1916)
- Il Golgota, regia di Achille Consalvi (1916)
- L'aquilone, regia di Achille Consalvi (1916)
- Ombre e bagliori, regia di Ernesto Vaser (1916)
- Monna Vanna, regia di Mario Caserini (1916)
- La freccia, regia di Leandro Patuzzo (1924)